# Ологно
Ологно — упразднённый посёлок в Магдагачинском районе Амурской области России. Исключен из учётных данных в 1974 году.

## География
Урочище находится в центральной части Амурской области, на левом берегу реки Ольга в месте впадения в неё реки Бургали, на расстоянии примерно 19 километров (по прямой) к северо-западу от села Черняево.

## История
Решением Амурского исполкома от 7 июня 1974 года № 253, посёлок Ологно исключен из учётных данных как несуществующее.